# Maila Andreotti
Maila Andreotti (* 8. April 1995 in San Vito al Tagliamento) ist eine ehemalige italienische Bahnradsportlerin, die auf die Kurzzeitdisziplinen spezialisiert war.

## Sportliche Laufbahn
2013 wurde Maila Andreotti italienische Junioren-Meisterin im Sprint. Im Jahr darauf errang sie drei Titel in der Elite, im Sprint, im Keirin sowie mit Annalisa Cucinotta im Teamsprint. 2017 wurde sie erneut nationale Meisterin in Sprint und Keirin.

## Erfolge
2013
- Italienische Junioren-Meisterin – Sprint

2014
- Italienische Meisterin – Sprint, Keirin, Teamsprint (mit Annalisa Cucinotta)

2017
- Italienische Meisterin – Sprint, Keirin